# Позитивна психология
Позитивната психология е съвременен клон на психологията, който „изучава силите и добродетелите, които карат индивидите и обществата да процъфтяват“. Позитивните психолози имат за цел „да открият и възпитат гении и таланти“ и „да направят нормалния живот по-задоволяващ“, а не просто да лекуват душевните болести.
Няколко хуманистични психолози като Ейбрахам Маслоу, Карл Роджърс и Ерих Фром развиват теории и практики, които включват човешкото щастие. Сега теориите за човешкото благоденствие, развити от тези хуманистични психолози, намират емпирична подкрепа в изследванията на позитивните психолози. Позитивната психология също се движи напред и в редица нови направления.
Днешните изследователи в позитивната психология са Мартин Селигман, Ед Дийнър, Михали Чиксентмихай,, Чарлс Снайдер, Кристофър Питърсън, Барбара Фредриксън, Доналд Клифтън, Алберт Бандура, Шели Тейлър, Чарлс Карвър, Майкъл Шайер и Джонатан Хайд.

## По-нататъшно четене
- Gable, S. L., & Haidt, J. (2005). What (and why) is positive psychology? Review of General Psychology, 9, 103 – 110. Full text
- Economic Downturn: Can Money Buy Happiness? Архив на оригинала от 2009-06-25 в Wayback Machine. WhyFiles.org
- Niemiec, R., & Wedding D. (2008). Positive Psychology at the Movies: Using Using Films to Build Virtues and Character Strengths[неработеща препратка].Cambridge, MA: Hogrefe. [неработеща препратка]